# Phragmatobia secreta
Phragmatobia secreta là một loài bướm đêm thuộc phân họ Arctiinae, họ Erebidae.